# Gora Gagarina
Gora Gagarina (Transkription von russisch Гора Гагарина) ist ein Berg im ostantarktischen Mac-Robertson-Land. Er ragt nahe dem Mount Bunt in der Aramis Range der Prince Charles Mountains auf.
Russische Wissenschaftler benannten ihn nach Juri Gagarin (1934–1968), dem ersten Menschen im Weltraum.